# Пекења Пропиједад Санто Томас, Ла Пурсељ (Сан Педро)
Пекења Пропиједад Санто Томас, Ла Пурсељ (шп. Pequeña Propiedad Santo Tomas, La Purcell) насеље је у Мексику у савезној држави Коавила у општини Сан Педро. Насеље се налази на надморској висини од 1100 м.

## Становништво
Према подацима из 2005. године у насељу је живело 6 становника.

### Хронологија
| Година       | 2000 | 2005 |
| ------------ | ---- | ---- |
| Становништво | 3    | 6    |

### Попис
| # | Индикатор                        | Вредност |
| - | -------------------------------- | -------- |
| 1 | Укупно појединачних домаћинстава | 1        |